# لئون (خواننده)
لئون (به انگلیسی: Leon) (زاده ۴ آوریل ۱۹۶۹) خواننده آلمانی است.
او در مسابقه آواز یوروویژن ۱۹۹۶ نماینده آلمان بود .